# 7504 Кавакіта
7504 Кавакіта (7504 Kawakita) — астероїд головного поясу, відкритий 2 січня 1997 року.
Тіссеранів параметр щодо Юпітера — 3,171.